# Christine Silberhorn
Christine Ella Silberhorn (* 19. April 1974 in Nürnberg) ist eine deutsche Physikerin und Hochschullehrerin.
Zeitweise trug sie den Namen Christine Knobloch.

## Werdegang
Christine Silberhorn machte 1993 ihr Abitur und studierte im Anschluss bis 1999 Mathematik und Physik an der Universität Erlangen-Nürnberg. 1999 legte sie ihr erstes Staatsexamen für das Lehramt an Gymnasien ab. Von 1999 bis 2002 war sie wissenschaftliche Mitarbeiterin am Lehrstuhl für Optik der Universität Erlangen-Nürnberg und promovierte 2002 über das Thema Quanteninformationsverarbeitung. Danach war Silberhorn 2003/04 als Post-Doktorandin am Clarendon Laboratory der Universität Oxford tätig und war Junior Research Fellow des Wolfson College in Oxford, Großbritannien. 2005 bis 2009 war sie Leiterin der Nachwuchsgruppe Integrierte Quantenoptik am Max-Planck-Institut für Quantenoptik (Garching) mit Sitz in Erlangen und von 2009 bis 2011 Gruppenleiterin (Integrierte Quantenoptik) am Max-Planck-Institut für die Physik des Lichts in Erlangen, wo sie sich im Jahr 2008 habilitierte. 2011 erhielt Silberhorn den mit 2,5 Millionen Euro dotierten Leibniz-Preis. Zu diesem Zeitpunkt war sie jüngste Preisträgerin, die je diese Auszeichnung erhalten hatte. Silberhorn ist gegenwärtig Inhaberin des Lehrstuhls für Integrierte Quantenoptik der Universität Paderborn.

## Werk
Sie befasst sich mit experimenteller Quantenoptik, speziell dem Nachweis und der Erzeugung hochgradig, „nicht-klassischer“ Photonenstatistiken und der Entwicklung integrierter, quantenoptischer Systeme. 2001 gelang ihr mit Gerd Leuchs und anderen die Erzeugung einer kontinuierlichen EPR-Verschränkung (EPR-Zustände) in einem Lichtfeld. 2003 entwickelte sie mit anderen Detektoren, die einzelne Photonen in einem Lichtpuls auflösen und damit zählen können. Sie entwickelt mit ihrer Gruppe optische Bauelemente (Quantum Devices) und integrierte Systeme für einzelne Photonen und Paare von Photonen, mit Anwendungen in der Quantenkryptographie und Quanteninformationstheorie. Ein Fernziel sind Quantencomputer mit Schaltkreisen für Photonen. 2019 demonstrierte sie mit anderen Hong-Ou-Mandel-Effekt in integrierten elektro-optischen Quantensystemen als Beispiel der dynamischen Manipulation von Photonenzuständen.  Außerdem stellte sie Experimente zum Quantum Walk an.

## Auszeichnungen und Mitgliedschaften
- 2003 erhielt Silberhorn für ihre Dissertation über intensive verschränkte Lichtstrahlen und Quantenkryptographie einen der Ohm-Preise für wissenschaftlichen Nachwuchs an der Universität Erlangen.[7]
- 2006 wurde Silberhorn in die Junge Akademie aufgenommen, die von der Berlin-Brandenburgischen Akademie der Wissenschaften und der Deutschen Akademie der Naturforscher Leopoldina getragen wird.[8]
- 2007 erhielt Silberhorn die Ehrenplakette der Stiftung Werner-von-Siemens-Ring für Jungwissenschaftler und den Hertha-Sponer-Preis.
- 2008 wurde die Wissenschaftlerin Silberhorn mit dem Heinz Maier-Leibnitz-Preis ausgezeichnet.
- 2011 erhielt sie für Arbeiten im Bereich der experimentellen Quantenoptik als bis dato jüngste Preisträgerin den Gottfried-Wilhelm-Leibniz-Preis.[9][10]
- 2012 wurde Silberhorn zum Mitglied der Leopoldina gewählt.[11]
- 2015 Silber‐Medaille für hervorragende internationale Kooperation, Tschechische Technische Universität Prag[12]
- 2016 erhielt Silberhorn für ihre Forschung an der Universität Paderborn ein mit 3,91 Millionen Euro dotiertes Stipendium des Europäischen Forschungsrates[13]
- 2020 wurde sie in die Nordrhein-Westfälische Akademie der Wissenschaften und der Künste gewählt.
- 2023 wurde sie in den Wissenschaftsrat (Deutschland) berufen[14] und zum Mitglied der Deutschen Akademie der Technikwissenschaften (acatech) gewählt.